# Malix
Malix är en ort och tidigare kommun i regionen Plessur i kantonen Graubünden, Schweiz. I kommunen fanns förutom orten Malix även några några mindre byar, belägna i nedre delen av Churwaldner-dalen på bergskedjan Stätzerhornkettes östsluttning, omkring en halvmil söder om kantonshuvudstaden Chur. 2010 upphörde kommunen och inkorporerades i Churwalden. Merparten av de förvärvsarbetande pendlar in till Chur.
Malix var från början rätoromanskspråkigt, men omkring 1600 tog tyska språket överhand. Kyrkan, som har medeltida ursprung, gick över till den reformerta läran 1526. Numera finns en betydande katolsk minoritet som söker kyrka i kommuncentrumet Churwalden.